# Contea di Chaling
La contea di Chaling (茶陵县S, Chálíng XiànP) è una contea della Cina, situata nella provincia di Hunan e amministrata dalla prefettura di Zhuzhou.